# 57-мм безоткатное орудие М18
57-мм безоткатное орудие М18 — американское безоткатное орудие. Было принято на вооружение армии США в 1944 году.

## Описание
Предназначено для уничтожения огневых точек и живой силы противника, а также для борьбы с вражеской бронетехникой. Представляло собой открытый с двух концов стальной ствол с нарезкой внутри длиной 1560 мм, в задней части установлен откидной затвор с соплом для выхода пороховых газов, имеется для удержания пистолетная рукоятка с механическим ударно-спусковым механизмом и складная двуногая сошка, а также кронштейн для штатного оптического прицела. Американское безоткатное орудие М18 массой всего 22 кг, допускало возможность ведения прицельного огня с плеча стрелка или с опоры на дальности до 450 м, имело богатый ассортимент боеприпасов, включающий кумулятивный снаряд с бронепробиваемостью до 70 мм, осколочный снаряд, дымовой снаряд и картечь.
М18 показало себя эффективным оружием, а его дальнобойность, небольшой вес, возможность стрельбы с плеча, точность стрельбы и ударная мощь сделали его популярным среди солдат. Применялось армией США во время Второй мировой (в 1945 г) и Корейской войны. Было скопировано в Китае и выпускалось там с 1951 года. В Корее стало неэффективным против танков (в частности против Т-34-85). Впоследствии китайская нелицензионная копия активно применялась вьетконгом и душманами.

## Варианты и модификации
- M18A1 - усовершенствованный вариант, разработанный в 1980 году предприятием "Hydroar Industria Metallurgica S/A" (г. Сан-Паулу) для вооружённых сил Бразилии. Безоткатное орудие получило 2,8х-кратный оптический прицел D. F. Vasconcellos M86F бразильского производства и комплектовалось сошкой M1917A2 или станком-треногой М74[1]

## ТТХ
- Масса выстрела, кг 2,46
- Масса снаряда, кг 1,2 — 1,36
- Масса взрывчатого вещества, кг 0,181
- Тип взрывчатого вещества — Comp B или Пентолит
- Бронепробиваемость, мм 76
- Масса, кг: 20,4
- Длина, мм: 1524
- Калибр, мм: 57
- Прицельная дальность, м: 450
- Максимальная дальность, м: 4443

## Страны-эксплуатанты
- Замбия — некоторое количество, по состоянии на 2021 год[2]
- Конго — некоторое количество, по состоянию на 2021 год[3]